# کیاپی
کیاپی، روستایی است از توابع بخش بخش مرکزی شهرستان میاندورود در استان مازندران ایران.

## جمعیت
این روستا در دهستان کوهدشت قرار داشته و براساس آخرین آمار توسط مسئولین روستا، جمعیت آن ۹۲۰نفر (۲۱۲خانوار) می‌باشد. مردم کیاپی از قومیت طبری هستند که ریشه آن به قوم آمارد و قوم تپوری می‌رسد. مردم کیاپی به زبان طبری (مازندرانی) و گویش ساروی سخن میگویند.

## مکان تفریحی و زیارتی
امامزاده عبدالعظیم و یاد مان مصطفی محمود مازح، جنگلهای زیبا همراه باآبشار و چشمه‌های آب سرد

## شغل اصلی مردم روستا
کشاورزی و دامپروری که محصولات باغی شلیل از عمده‌ترین محصولات کشاورزی این روستا می‌باشد

## حوادث طبیعی
طوفانی با سرعت هفتاد کیلومتر همراه با تگرگ‌های بزرگ به اندازه تخم مرغ و توپ پینگ پنگ در آخرین ساعات پنج شنبه ۱۶مهرماه۹۴این روستا را دچار خسارت سنگین کرد.
در این طوفان بیش از ۹۰درصد منازل مسکونی روستا از ۳۰تا ۶۰درصد تخریب شده‌اند.
خسارت این طوفان به باغ مرکبات صددرصد بودهاست.
در این طوفان حیوانات زیادی از جمله گنجشک، قرقاول، تیکا، و شغال بر اثر برخورد تگرگ‌های بزرگ به آنها تلف شده‌اند.